# The Egg and I
The Egg and I is een Amerikaanse romantische komedie in zwart-wit uit 1947 onder regie van Chester Erskine. De film is gebaseerd op de gelijknamige memoires uit 1945 van Betty MacDonald en werd in Nederland uitgebracht onder de titel Het ei en ik.
In de Verenigde Staten werd de film een groot commercieel succes en behaalde samen met The Bachelor and the Bobby-Soxer een gedeelde tweede plek in de lijst van films uit het jaar 1947 die het meeste geld opbrachten. Vanwege het succes van de film volgde een filmreeks met negen films, beginnend met Ma and Pa Kettle (1949). De populaire jaren '60-sitcom Green Acres is geïnspireerd op deze film.

## Verhaal
De film vertelt het verhaal van een jong getrouwd stel dat besluit een kippenboerderij te runnen. Betty vergezelt haar man Bob naar het platteland waar het zijn droom is om een succesvolle kippenboer te worden. Het probleem is dat hun huis oud is en moet worden gerepareerd en dat de kuikentjes constante zorg nodig hebben. 
Wanneer een rijke alleenstaande vrouw met een nieuw huis en nieuwe landbouwmachines met Bob flirt, twijfelt Betty in de eerste plaats aan hun beslissing om naar de boerderij te verhuizen. Uiteindelijk komt ze erachter dat Bob als verrassing het nieuwe huis voor Betty probeerde te kopen.

## Rolverdeling
| Acteur            | Personage             |
| ----------------- | --------------------- |
| Claudette Colbert | Betty MacDonald       |
| Fred MacMurray    | Bob MacDonald         |
| Marjorie Main     | Ma Kettle             |
| Louise Allbritton | Harriet Putnam        |
| Percy Kilbride    | Pa Kettle             |
| Richard Long      | Tom Kettle            |
| Billy House       | Billy Reed            |
| Ida Moore         | Emily (de oude vrouw) |

## Ontvangst
Filmcriticus Simon Carmiggelt van Het Parool noemde het "een vlotte, gezellige film" waarin Claudette Colbert haar rol "met fijne humor speelt".
Recensent van De Waarheid noemde het "een tamelijk onbenullige, maar desondanks niet onamusante film": "Claudette Colbert was als geknipt voor de rol van het jonge vrouwtje in dit gekke verhaal en in Fred MacMurray vond men een uitstekende vertolker voor de rol van de doordravende goedmoedige echtgenoot. Wel veel geschreeuw en weinig wol, maar best het aankijken waard al was het alleen maar om de dikwijls gezellige beschrijving van het burgerlijke Amerikaanse plattelandsleven."

## Prijzen en nominaties
| Jaar | Prijs  | Categorie                | Genomineerde(n) | Uitslag     |
| ---- | ------ | ------------------------ | --------------- | ----------- |
| 1948 | Oscars | Beste Vrouwelijke Bijrol | Marjorie Main   | Genomineerd |